# Aire urbaine de Bourgoin-Jallieu
Pour les articles homonymes, voir Bourgoin.
L'aire urbaine de Bourgoin-Jallieu est une ancienne aire urbaine française centrée sur l'unité urbaine de Bourgoin-Jallieu. 180e aire urbaine de métropole en 1999, elle a été rattachée en 2011 par l'INSEE à l'aire urbaine de Lyon.

## Caractéristiques
D'après la définition qu'en donne l'INSEE, l'aire urbaine de Bourgoin-Jallieu est composée de 9 communes, situées dans l'Isère. Ses 35 382 habitants font d'elle la 180e aire urbaine de France.
6 communes de l'aire urbaine sont des pôles urbains.
Le tableau suivant détaille la répartition de l'aire urbaine sur le département (les pourcentages s'entendent en proportion du département) :
| Département | Communes | Communes (%) | Superficie (km²) | Superficie (%) | Population (1999) | Population (%) |
| ----------- | -------- | ------------ | ---------------- | -------------- | ----------------- | -------------- |
| Isère       | 9        | 1,7          | 88,67            | 1,2            | 35 382            | 3,2            |

## Communes
Voici la liste des communes françaises de l'aire urbaine de Bourgoin-Jallieu.
| Code INSEE | Commune              | Type                  | Département | Superficie (km²) | Population (1999) | Densité (hab./km²) |
| ---------- | -------------------- | --------------------- | ----------- | ---------------- | ----------------- | ------------------ |
| 38053      | Bourgoin-Jallieu     | Pôle urbain           | Isère       | +0024,37         | +00022 947,       | +00941,61          |
| 38149      | Domarin              | Pôle urbain           | Isère       | +0002,99         | +0 0001 428,      | +00477,59          |
| 38156      | Les Éparres          | Commune monopolarisée | Isère       | +0007,95         | +00 000916,       | +00115,22          |
| 38223      | Maubec               | Pôle urbain           | Isère       | +0008,57         | +0 0001 367,      | +00159,51          |
| 38230      | Meyrié               | Commune monopolarisée | Isère       | +0003,43         | +00 000831,       | +00242,27          |
| 38276      | Nivolas-Vermelle     | Pôle urbain           | Isère       | +0006,09         | +0 0001 823,      | +00299,34          |
| 38348      | Ruy                  | Pôle urbain           | Isère       | +0020,81         | +0 0003 762,      | +00180,78          |
| 38352      | Saint-Alban-de-Roche | Pôle urbain           | Isère       | +0006,11         | +0 0001 760,      | +00288,05          |
| 38498      | Succieu              | Commune monopolarisée | Isère       | +0008,35         | +00 000548,       | +00065,63          |
|            | Total                |                       |             | +0088,67         | +00035 382,       | +00399,03          |